# Psychedelic analysis
Psychedelic analysis (サイケデリックアナライシス , Saikederikku anaraishisu?), släppt den 28 mars 2007, är det andra livealbumet av det japanska rockbandet MUCC. Albumet spelades in under turnén "MUCC 06-07 tour Psychedelic analysis" och innehåller alla låtar från deras senaste album Gokusai samt singeltvåorna "Doshaburi no Shousha" och "Kokoiro" från Utagoe och Horizont.

## Låtlista
1. "Rave circus (instrumental)"
2. "Gokusai"
3. "Nageki no Kane"
4. "Doshaburi no Shousha"
5. "Kinsenka"
6. "Gerbera"
7. "Gekkou"
8. "Panorama"
9. "Risky drive"
10. "D O G"
11. "Kokoiro"
12. "Rave circus Part 2 (instrumental)"
13. "25ji no Yuutsu"
14. "Horizont"
15. "Ryuusei"
16. "Utagoe"
17. "Yasashii uta"